# Haris Duljević
Haris Duljević (ur. 16 listopada 1993 w Sarajewie) – bośniacki piłkarz występujący na pozycji pomocnika.
Wcześniej występował w Čeliku Zenica i Olimpiku Sarajewo. W 2016 roku zadebiutował w reprezentacji Bośni i Hercegowiny.